# Tropske šume
Tropske šume rastu između ekvatora i 23,5° sjeverne i južne zemljopisne širine, odnosno u tropima. Temperatura i dužina dana su u tim područjima relativno stalne, tako da su razdoblja vegetacije određena samo vrlo različitim količinama padalina. Tako se razlikuju tropske sušne šume (42%), tropske šume s listopadnim drvećem (32%) i tropske kišne šume (25%).

## Tropske sušne šume
Ovaj tip šuma može se naći u područjima s malim nadmorskim visinama u kojima dolazi do dugortajnih sušnih razdoblja. U ovim šumama raste uglavnom trnovito grmlje i drveće, kao i sukulenti. Drveće ima listove u obliku perja ili s nizom malih listića kao akacije, a uz to imaju i krošnje u obliku kišobrana kao akacije, vrlo je otporno na vatru i ima korijenje koje doseže do podzemnih voda (do 40 m). To nisu guste šume, a rastu na svim kontinentima gdje vlada sušna (i do 7 mjeseci bez padalina) klima.

## Tropske listopadne šume
U područjima s mnogo kiše ali i dužim sušnim razdobljima, nalaze se tropske listopadne šume. Kad transpiracija premaši zalihe vode u biljki, ona zbog zaštite od sušenja odbacuje lišće. Tek u vrijeme sljedećih monsunskih kiša ili kišnog razdoblja, biljka ponovo tjera. Ove se šume nazivaju i tropskim vlažnim šumama.

## Tropske kišne šume
Tropske kišne šume rastu na zemljopisnoj širini do 10° sjeverno i južno od ekvatora gdje su padaline redovne i premašuju 2500 mm/m² godišnje. U tim šumama živi najveći broj vrsta po jedinici površine uopće, a visina stabala dosiže i do 60 metara. 